# Momotidae
Momotidae este o familie de păsări de mărime medie din ordinul Coraciiformes, ordin care include pescărașii, prigoriile, etc. Toate momotidele existente sunt limitate la pădurile din America Centrală și de Sud. Au un penaj colorat și un cioc relativ greu. Toate speciile, cu excepția Hylomanes momotula, au coada relativ lungă, care, la unele specii, are un vârf distinctiv, asemănător unei rachete.

## Taxonomie
Studii filogenetice moleculare mai recente au confirmat faptul că momotidele sunt mai strâns înrudite cu dumbrăvencele și Brachypteraciidae cu todidae, prigorii și pescărași. Relația dintre familii este prezentată în cladograma de mai jos.
|  | Meropidae – (31 specii)                                                                     |
|  |                                                                                             |
|  | \| \| Brachypteraciidae – (5 specii) \| \| \| \| \| \| Coraciidae – (13 specii) \| \| \| \| |
|  |                                                                                             |
|  | Brachypteraciidae – (5 specii)                                                              |
|  |                                                                                             |
|  | Coraciidae – (13 specii)                                                                    |
|  |                                                                                             |

|  | Brachypteraciidae – (5 specii) |
|  |                                |
|  | Coraciidae – (13 specii)       |
|  |                                |

|  | Todidae – (5 specii)                                                                             |
|  |                                                                                                  |
|  | \| \| Momotidae – (14 specii) \| \| \| \| \| \| Alcedinidae – pescărași (118 specii) \| \| \| \| |
|  |                                                                                                  |
|  | Momotidae – (14 specii)                                                                          |
|  |                                                                                                  |
|  | Alcedinidae – pescărași (118 specii)                                                             |
|  |                                                                                                  |

|  | Momotidae – (14 specii)              |
|  |                                      |
|  | Alcedinidae – pescărași (118 specii) |
|  |                                      |

|  | Meropidae – (31 specii)                                                                     |
|  |                                                                                             |
|  | \| \| Brachypteraciidae – (5 specii) \| \| \| \| \| \| Coraciidae – (13 specii) \| \| \| \| |
|  |                                                                                             |
|  | Brachypteraciidae – (5 specii)                                                              |
|  |                                                                                             |
|  | Coraciidae – (13 specii)                                                                    |
|  |                                                                                             |

|  | Brachypteraciidae – (5 specii) |
|  |                                |
|  | Coraciidae – (13 specii)       |
|  |                                |

|  | Todidae – (5 specii)                                                                             |
|  |                                                                                                  |
|  | \| \| Momotidae – (14 specii) \| \| \| \| \| \| Alcedinidae – pescărași (118 specii) \| \| \| \| |
|  |                                                                                                  |
|  | Momotidae – (14 specii)                                                                          |
|  |                                                                                                  |
|  | Alcedinidae – pescărași (118 specii)                                                             |
|  |                                                                                                  |

|  | Momotidae – (14 specii)              |
|  |                                      |
|  | Alcedinidae – pescărași (118 specii) |
|  |                                      |

### Specii
Familia Momotidae include șase genuri și 14 specii:
- Genul Hylomanes
  - Hylomanes momotula
- Genul Aspatha
  - Aspatha gularis
- Genul Momotus
  - Momotus mexicanus
  - Momotus coeruliceps
  - Momotus momota
  - Momotus lessonii
  - Momotus subrufescens
  - Momotus bahamensis
  - Momotus aequatorialis
- Genul Baryphthengus
  - Baryphthengus martii
  - Baryphthengus ruficapillus
- Genul Electron
  - Electron carinatum
  - Electron platyrhynchum
- Genul Eumomota
  - Eumomota superciliosa